# Teigsfjall
Teigsfjall är ett berg i republiken Island. Det ligger i regionen Västlandet, 90 km norr om huvudstaden Reykjavík. Toppen på Teigsfjall är 406 meter över havet.
Trakten runt Teigsfjall är nära nog obefolkad, med mindre än två invånare per kvadratkilometer. Det finns inga samhällen i närheten. Trakten runt Teigsfjall består i huvudsak av gräsmarker.